# Blutrausch (1973)
Blutrausch (Originaltitel: Squadra volante uccideteli… senza ragione) ist ein italienisch-britischer Kriminalfilm von Silvio Narizzano, der 1973 in die Kinos kam. Der mit Franco Nero und Telly Savalas in den Hauptrollen besetzte Film erschien im deutschsprachigen Raum im März 1983 erstmals auf Video. Alternativtitel ist Dreckige Wölfe.

## Handlung
Memphis, der „Amerikaner“, verübt mit „Moskito“, der eigentlich Dino Bianco heißt, einen Überfall auf ein Juweliergeschäft, während Dinos hippieeske Freundin Maria im Fluchtwagen wartet. Die Aktion ist schlecht vorbereitet und auch die Durchführung misslingt, was Memphis zu brutalen Reaktionen veranlasst. Auf ihrer Flucht finden sie in einem geraubten Auto den 13-jährigen Sohn des britischen Konsuls, den sie als Geisel mitnehmen. Die Taten des Amerikaners werden immer wirrer und brutaler; so erschießt er Maria und zwingt Moskito, eine deutsche Familie ertrinken zu lassen, damit sie sich – Memphis ist mittlerweile verwundet – in Sicherheit bringen können. Moskito schließt Freundschaft mit Lennox, dem entführten Jungen, und versucht, den Amerikaner von seinem Tun abzuhalten. Wenige Meter vor der Grenze werden sie von der Polizei gestellt und finden den Tod.

## Kritik
„Eine Art Sleazeperle mit Stars“ fasst Michael Cholewa seine Kritik zusammen. Etwas kritischer sieht ihn das Lexikon des internationalen Films: „Der formal recht dürftige Film versucht, das Los gesellschaftlicher Außenseiter zu schildern, scheitert jedoch an mangelndem psychologischem Einfühlungsvermögen und fehlender sozialer Glaubwürdigkeit.“

## Bemerkungen
Das musikalische Thema stammt von John Cacavas.